# 생명을 건 포획
생명을 건 포획(영어: Deadliest Catch 데들리스트 캐치[*])은 디스커버리 채널에서 2005년 4월 12일부터 방송되는 다큐멘터리이다.